# Stagmomantis coerulans
Stagmomantis coerulans är en bönsyrseart som beskrevs av Henri Saussure och Leo Zehntner 1894. Stagmomantis coerulans ingår i släktet Stagmomantis och familjen Mantidae. Inga underarter finns listade i Catalogue of Life.